# Adalberto Ferraz
Adalberto Dias Ferraz da Luz (Pouso Alegre, 1863 - Belo Horizonte, 27 de outubro de 1912) foi um político de Minas Gerais. Após estudar Humanidades em Ouro Preto, graduar-se em Direito pela Faculdade de Direito da Universidade Federal do Rio de Janeiro e iniciar sua carreira política como deputado, Adalberto foi nomeado pelo então Presidente de Minas Gerais Crispim Jaques Bias Fortes o primeiro prefeito da nova capital (até então chamada Cidade de Minas).